# Johannes Dietrich Eduard Schmeltz

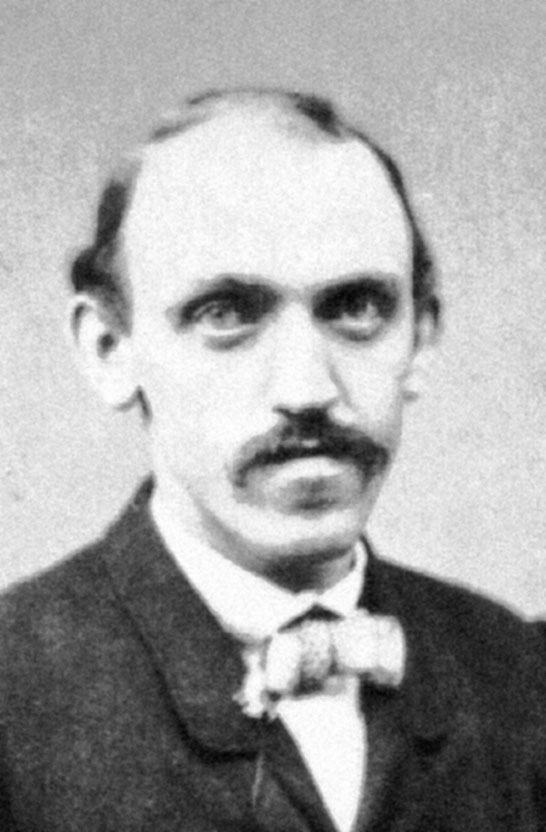
Johannes Dietrich Eduard Schmeltz

Johannes Dietrich Eduard Schmeltz (* 17. Mai 1839 oder 19. Mai 1839 in Hamburg; † 26. Mai 1909 in Leiden) war ein Ethnograph.

## Leben
Johannes Dietrich Eduard Schmeltz war der Sohn eines Tischlers in Hamburg. Er hatte schon früh Interesse an der Erforschung der Natur und sammelte mit Schulfreunden, darunter Justus Brinckmann, Pflanzen und Insekten in Hamburg und Umgebung. Schmeltz konnte aufgrund körperlicher Probleme nicht in den väterlichen Betrieb eintreten. Er führte naturwissenschaftliche Studien durch und folgte Vorlesungen von Karl August Möbius.
Der Hamburger Kaufmann Cesar Godeffroy wurde durch Empfehlung der Brüder Semper auf Naturalienhändler Schmeltz aufmerksam. Joh. Ces. Godeffroy & Sohn stellte ihn 1863 als Kustos an dem Museum Godeffroy in Hamburg ein. Schmeltz veröffentlichte Kataloge, Verzeichnisse und den Museumsführer. Er war Gründungsmitglied des 1871 gegründeten Verein für naturwissenschaftliche Unterhaltung zu Hamburg und von 1875 bis 1882 dessen Geschäftsführer. Zu dem Verantwortungsbereich gehörte die Redaktion der vereinseigenen Zeitschrift Verhandlungen des Vereins für Naturwissenschaftliche Unterhaltung zu Hamburg.
Nach der Zahlungseinstellung der Fa. Joh. Ces. Godeffroy & Sohn im Dezember 1879 wurde Wilhelm Godeffroy Eigentümer des Museum Godeffroy. Die Fortführung des Museums aber war aus mehreren Gründen gefährdet. 1882 erschien von Schmeltz ein Führer durch das Museum Godeffroy. Im selben Jahr veranlasste Lindor Serrurier, der Direktor des Reichsmuseum für Völkerkunde in Leiden, die Ernennung von Schmeltz zum dortigen Konservator. Er siedelte in die Niederlande über. Eine Anregung von Adolf Bastian ermunterte ihn 1888 zur Veröffentlichung der Publikation Internationales Archiv für Ethnographie. Schmeltz veröffentlichte als Redakteur die ersten 18 Bände der Publikation. 1896 erfolgte seine Promotion zum Doktor der Philosophie an der Universität Leipzig. Nachdem Serrurier sein Amt 1896 niedergelegt hatte, wurde Schmeltz 1897 Direktor des Reichsmuseums für Völkerkunde.
Johannes Dietrich Eduard Schmeltz war seit 1870 mit Johanna Emilie Antoinette Büchtmann verheiratet und hatte einen Sohn (Johannes Cesar Eduard, * 9. Juni 1873, † 25. März 1962 in Leiden (Niederlande)).

## Ehrungen
- Große goldene Medaille der Kaiserlich Russischen Gesellschaft der Wissenschaften (1876)
- Korrespondierendes Mitglied der anthropologischen Gesellschaft zu Wien (1884)
- Korrespondierendes Mitglied der Genootschap van de Taal-, Land- en Volkenkunde van Nederlandsch-Indie (1885)
- Ehrenmitglied des Royal Anthropological Institute of Great Britain and Ireland (1892)
- Korrespondierendes Mitglied der Deutschen Gesellschaft für Anthropologie, Ethnologie und Urgeschichte (1894)
- Gewähltes Mitglied der Kaiserlich Russischen Gesellschaft für Erdkunde (1905)
- Ritter des Ordens van de Nederlandsche Leeuw (1907)
- Preußischer Roter Adlerorden 4. Klasse (Dezember 1907)
- Ehrenmitglied der Societa Italiana di Antropologia et Ethnologia (1909)
- Ehrenmitglied der Münchener anthropologischen Gesellschaft

## Veröffentlichungen
Im Rahmen seiner Tätigkeiten für das Museum Godeffroy veröffentlichte Schmeltz Verkaufskataloge. Ab 1864 erschienen 8 Kataloge (ZDB-ID 1120830-2) unter seiner Leitung:
- Catalog I der zum Verkauf stehenden Doubletten aus den naturhistorischen Expeditionen der Herren Joh. Ces. Godeffroy & Sohn in Hamburg. Hamburg Juni 1864.
- Catalog II der zum Verkauf stehenden Doubletten aus den naturhistorischen Expeditionen der Herren Joh. Ces. Godeffroy & Sohn in Hamburg. Hamburg 1865.
- Catalog III der zum Verkauf stehenden Doubletten aus den naturhistorischen Expeditionen der Herren Joh. Ces. Godeffroy & Sohn in Hamburg. Hamburg Oktober 1866.
- Museum Godeffroy. Catalog IV. nebst einer Beilage, enthaltend: topographische Notizen; Beschreibung neuer Bryozoen von Senator Dr. Kirchenpauer zu Hamburg und einer neuen Asteriden-Gattung von Dr. Chr. Lütken zu Kopenhagen. Wilhelm Mauke Söhne, Hamburg Mai 1869 (biodiversitylibrary.org).
- Museum Godeffroy Catalog V. Nebst einer Beilage enthaltend topographische und zoologische Notizen. L. Friedrichsen & Co., Hamburg Februar 1874 (biodiversitylibrary.org).
- Museum Godeffroy Catalog VI. Nachträge zu Catalog V. L. Friedrichsen & Co., Hamburg März 1877 (biodiversitylibrary.org).
- Museum Godeffroy Catalog VII. Wirbelthiere (Animalia vertebrata) und Nachträge zu Catalog V & VI aus den übrigen Thierklassen. L. Friedrichsen & Co., Hamburg Mai 1879 (biodiversitylibrary.org).
- Museum Godeffroy, Hamburg. Catalog VIII. In: Zoologischer Anzeiger. IV. Jahrgang, Nr. 91, 1881 (Beilage).
- Museum Godeffroy. Catalog IX, 1884.

Weitere Veröffentlichungen:
- Verzeichniss der im Museum Godeffroy vorhandenen ethnographischen Gegenstände. 1. September 1876. L. Friederichsen & Co., Hamburg 1876 (Digitalisat).
- Mit Rudolf Krause: Die ethnographisch-anthropologische Abtheilung des Museum Godeffroy in Hamburg. Ein Beitrag zur Kunde der Südsee-Völker. L. Friederichsen & Co., Hamburg 1881 (Digitalisat).[5]
- Führer durch das Museum Godeffroy. mit 2 Plänen und 2 Holzschnitten. Friederichsen, 1882.
- Über einige religiöse Gebräuche der Melanesier, in: Dr. Richard Kiepert (Hrsg.): Globus, Illustrirte Zeitschrift für Länder- und Völkerkunde. Bd. 41, Nr. 1, Friedrich Vieweg und Sohn, Braunschweig 1882, S. 7–10 u. Nr. 2, S. 24–28 u. S. 39–41 (Bericht von Franz Hübner)
- Mit J. S. Kubary: Ethnographische Beiträge zur Kenntniss des Karolinen Archipels. P. W. M. Trap, Leiden 1889 (Digitalisat).
- Mit F. S. A. de Clercq: Ethnographische Beschrijving van de West- en Noordkust van Nederlandsch Nieuw-Guinea. P. W. M. Trap, Leiden 1893 (niederländisch, oclc.org).
- Schnecken und Muscheln im Leben der Völker Indonesiens und Oceaniens. E. J. Brill, Leiden 1894 (Digitalisat).
- Ethnographische Musea in Midden-Europa. Verslag eener Studiereis 19 Mei-31 Juli 1895. Boekhandel en Drukkerij voorheen E. J. Brill, Leiden 1896 (niederländisch, digitale-sammlungen.de).
- In Memoriam Rudolph Virchow. In: Internationales Archiv für Ethnographie, Band XVI, Redaktion J.D.E. Schmeltz, Verlag E.J. Brill, Leiden, Niederlande, 1904. S. Iff, abgerufen am 14. Februar 2012. (Digitalisat, in dem Nachruf erläutert Schmeltz u. a. ausführlich die Zusammenarbeit mit Virchow und macht auch genaue Angaben zu seiner Tätigkeit als Custos des Museum Godeffroy).
- Führer durch die Ausstellung der Ethnographischen Sammlung zusammengebracht während der Nord-Neu Guinea-Expedition unter Leitung von Prof. A. Wichmann, Utrecht. August 1907. S. C. Van Doesburgh, Leiden 1907 (online).
- Catalogus der Bibliotheek. In: Catalogus van 's Rijks Ethographisch Museum. Deel III. Boekhandel en Drukkerij voorheen E. J. Brill, Leiden 1909 (niederländisch, digitale-sammlungen.de).